# Arenaria compressa
Arenaria compressa är en nejlikväxtart som beskrevs av Mcneill. Arenaria compressa ingår i släktet narvar, och familjen nejlikväxter. Inga underarter finns listade i Catalogue of Life.